# ヴィルヌーヴ＝ラ＝コンテス
ヴィルヌーヴ＝ラ＝コンテス （Villeneuve-la-Comtesse）は、フランス、ヌーヴェル＝アキテーヌ地域圏、シャラント＝マリティーム県のコミューン。

## 地理
ヴィルヌーヴ＝ラ＝コンテスは、サン＝ジャン＝ダンジェリの北19km、ニオールの南29km、ラ・ロシェルの東76kmのところにある。村はパリから440km離れており、ニオールとサントの2都市をつなぐ電車が停車する。

## 歴史
町は、シゼの森を一掃した中世につくられた。ポワティエ伯は新たな住民を誘致するために新たな特権を授けた。1235年、ウー伯爵夫人アエリスがこの特権を確認している。
フランス革命時代、コミューンはラ・フラテルニテ（La Fraternité）の名称を採用した。
1973年1月23日の官報に掲載された1972年12月12日の県令により、旧コミューン、ヴィルヌーヴェルを合併してヴィルヌーヴ＝ラ＝コンテスとなった。

## 人口統計
| 1962年 | 1968年 | 1975年 | 1982年 | 1990年 | 1999年 | 2006年 | 2015年 |
| ------ | ------ | ------ | ------ | ------ | ------ | ------ | ------ |
| 763    | 801    | 858    | 826    | 768    | 719    | 690    | 747    |

参照元:1962年から1999年までは複数コミューンに住所登録をする者の重複分を除いたもの。それ以降は当該コミューンの人口統計によるもの。1999年までEHESS/Cassini、2006年以降INSEE

## 史跡
- ヴィルヌーヴ＝ラ＝コンテス城 - 12世紀建設開始。歴史的記念物
- ノートル・ダム・ド・ラソンプション教会 - 歴史的記念物
- ヴィルヌーヴェル教会

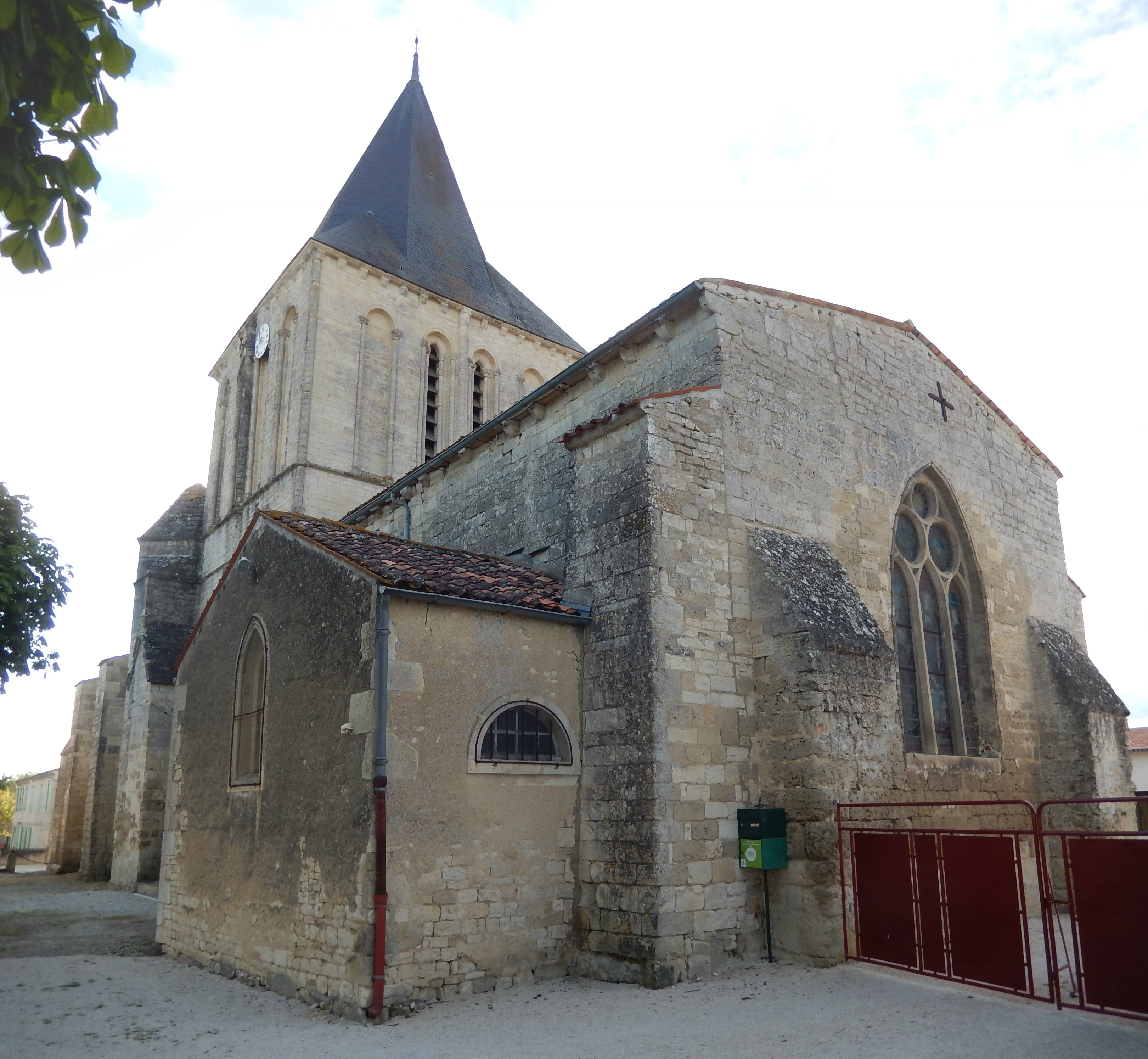
ノートル・ダム・ド・ラソンプション教会
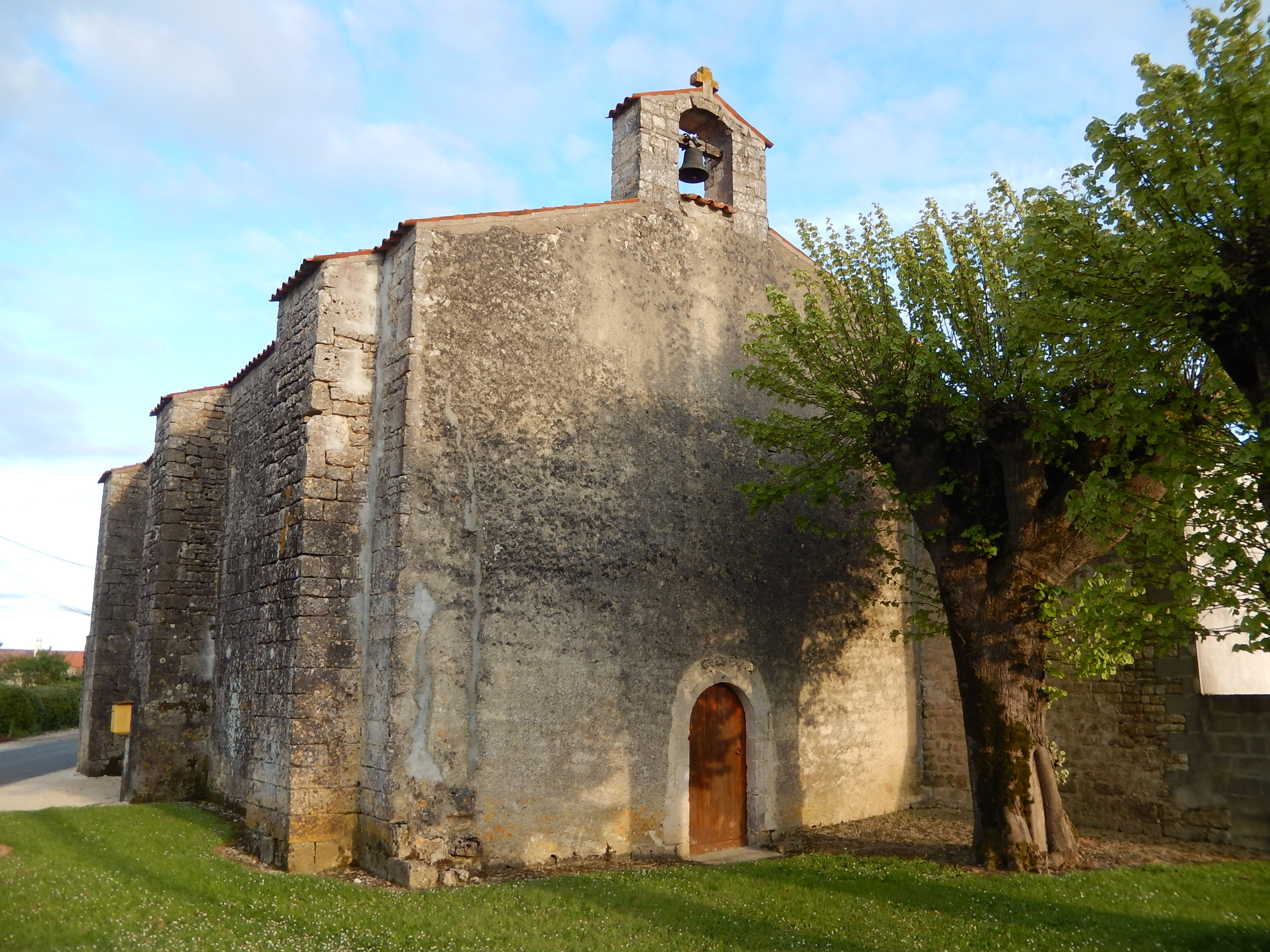
ヴィルヌーヴェル教会